# Olivella moorei
Olivella moorei is een slakkensoort uit de familie van de Olividae. De wetenschappelijke naam van de soort is voor het eerst geldig gepubliceerd in 1951 door Abbott.